# Jacksons nemzetközi repülőtér
A Jacksons nemzetközi repülőtér, más néven: Port Moresby Airport, (IATA: POM, ICAO: AYPY) Port Moresby repülőtere, mely a város központjától mindössze 3 km-re, keletre található. Ez Pápua Új-Guinea legnagyobb repülőtere, valamint az Air Niugini pápua új-guineai nemzeti légitársaság bázisrepülőtere.

## Futópályák
A repülőtér futópályái:
- 14L/32R (2750 m, 45 m, aszfalt)
- 14R/32L (2066 m, 30 m, aszfalt)

## Légitársaságok és úticélok
2024-ben a Jacksons nemzetközi repülőtérről az alábbi járatok indulnak:
| Légitársaság            | Célállomások |
| ----------------------- | --- |
| Air Niugini             | Alotau, Brisbane, Buka, Cairns, Daru, Goroka, Hong Kong, Honiara, Hoskins, Kavieng, Kiunga, Koror (vége 2024 április 30-tól), Kundiawa, Lae, Lihir Island, Lorengau, Madang, Manila, Mendi, Mount Hagen, Nadi, Popondetta, Rabaul, Singapore, Sydney, Tabubil, Tari, Tufi, Vanimo, Wapenamanda, Wewak |
| China Southern Airlines | Guangzhou |
| Citilink                | Denpasar |
| Philippine Airlines     | Manila |
| PNG Air                 | Alotau, Cairns, Daru, Goroka, Hoskins, Kiunga, Lae, Lihir Island, Losuia, Madang, Misima Island, Moro, Mount Hagen, Popondetta, Rabaul, Tabubil, Tufi, Wewak |
| Qantas                  | Brisbane, Sydney |
| Solomon Airlines        | Honiara |
| Torres Strait Air       | Charter: Horn Island |